# سارة فيلبس
سارة فيلبس (بالإنجليزية: Sarah Phelps)‏ هي كاتِبة وكاتبة مسرحية بريطانية، ولدت في القرن العشرين.

## وصلات خارجية
- سارة فيلبس على موقع IMDb (الإنجليزية)
- سارة فيلبس على موقع قاعدة بيانات الفيلم (الإنجليزية)